# Crematogaster gordani
Crematogaster gordani được Karaman, M. phát hiện và mô tả vào năm 2008.